# E. S. Madima
E.S. Madima est un écrivain sud-africain de langue venda.

## Biographie
En 1954, Madima écrit le premier roman en venda, A Si Ene. Il est ensuite traduit en anglais par son fils, Tenda Madima. En 2005, E.S. Madima reçoit le SALA Literary Lifetime Achievement Award.

## Œuvres
- A Si Ene (Not this one)
- Maduvha Ha Fani (Days Are Not the Same/Similar)
- Hu Na Savhadina (Beware of Savhadina)
- Mmanga Mawelewele, Maambiwa Ndi One (Rumours are True)